# العلاقات الإندونيسية السورينامية
العلاقات الإندونيسية السورينامية هي العلاقات الثنائية التي تجمع بين إندونيسيا وسورينام.

## مقارنة بين البلدين
هذه مقارنة عامة ومرجعية للدولتين:
| وجه المقارنة                                              | إندونيسيا         | سورينام                        |
| --------------------------------------------------------- | ----------------- | ------------------------------ |
| المساحة (كم2)                                             | 1.90 مليون        | 163.27 ألف                     |
| عدد السكان (نسمة)                                         | 263.99 مليون      | 563.40 ألف                     |
| الكثافة السكانية (ن./كم²)                                 | 138.94            | 3.45                           |
| العاصمة                                                   | جاكرتا            | باراماريبو                     |
| اللغة الرسمية                                             | اللغة الإندونيسية | اللغة الهولندية                |
| العملة                                                    | روبية إندونيسية   | دولار سورينامي، غيلدر سورينامي |
| الناتج المحلي الإجمالي (بليون دولار)                      | 1.02 تريليون      | 3.32 مليار                     |
| الناتج المحلي الإجمالي (تعادل القوة الشرائية) بليون دولار | 2.85 تريليون      | 9.07 مليار                     |
| الناتج المحلي الإجمالي الاسمي للفرد دولار أمريكي          | 3.35 ألف          | 9.48 ألف                       |
| الناتج المحلي الإجمالي للفرد دولار أمريكي                 | 10.52 ألف         | 16.64 ألف                      |
| مؤشر التنمية البشرية                                      | 0.684             | 0.714                          |
| رمز المكالمات الدولي                                      | +62               | +597                           |
| رمز الإنترنت                                              | .id               | .sr                            |
| المنطقة الزمنية                                           |                   | 00                             |

## مدن متوأمة
في ما يلي قائمة باتفاقيات التوأمة بين مدن إندونيسية وسورينامية:
- ترتبط يوغياكارتا مع ضاحية كوميويجني باتفاقية توأمة.

## منظمات دولية مشتركة
يشترك البلدان في عضوية مجموعة من المنظمات الدولية، منها:
| علم المنظمة | اسم المنظمة                        | تاريخ انضمام إندونيسيا | تاريخ انضمام سورينام |
| ----------- | ---------------------------------- | ---------------------- | -------------------- |
|             | يونسكو                             | 27 مايو 1950           | 16 يوليو 1976        |
|             | وكالة ضمان الاستثمار متعدد الأطراف | 12 أبريل 1988          | 2 يوليو 2003         |
|             | الأمم المتحدة                      | 28 سبتمبر 1950         | 4 ديسمبر 1975        |
|             | الاتحاد البريدي العالمي            | ?                      | ?                    |
|             | البنك الدولي للإنشاء والتعمير      | 13 أبريل 1967          | 27 يونيو 1978        |
|             | المنظمة الهيدروغرافية الدولية      | ?                      | ?                    |
|             | منظمة التعاون الإسلامي             | ?                      | ?                    |
|             | منظمة حظر الأسلحة الكيميائية       | ?                      | ?                    |
|             | الاتحاد الدولي للاتصالات           | 1949                   | 15 يوليو 1976        |
|             | مؤسسة التمويل الدولية              | 23 أبريل 1968          | 1 سبتمبر 2011        |
|             | منظمة التجارة العالمية             | ?                      | ?                    |
|             | منظمة الشرطة الجنائية الدولية      | 5 أكتوبر 1954          | ?                    |

## وصلات خارجية
- موقع وزارة الخارجية الإندونيسية
- موقع وزارة الخارجية السورينامية